# Sundsgymnasiet

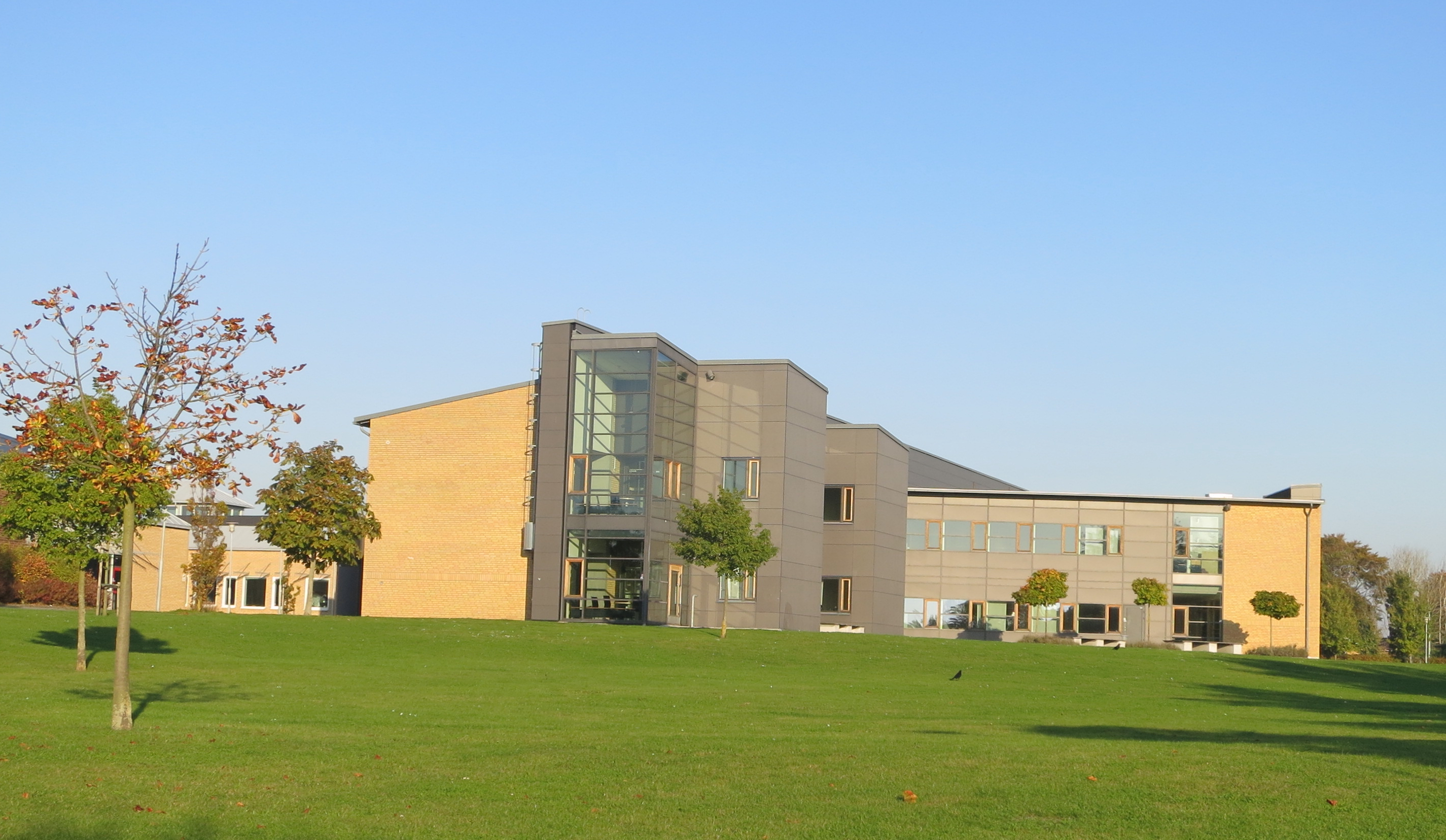
Lärandets hus

Sundsgymnasiet är en kommunal gymnasieskola med cirka 1 000 elever belägen i tätorten Vellinge. 
Sundsgymnasiet invigdes 1998 efter att högstadieskolan Vångaskolan byggts om till gymnasieskola. Skolan består av tre separata byggnader: Borgen, Bryggan och Tornet.
De nationella programmen består av Ekonomiprogrammet, Estetiska programmet, Introduktionsprogrammet, Naturvetenskapsprogrammet, Samhällsvetenskapsprogrammet och Teknikprogrammet.
Skolan erbjuder även nationell idrottsutbildning (NIU) i hästsport och golf för elever som vill läsa Ekonomiprogrammet med inriktning ekonomi eller Naturvetenskapsprogrammet med inriktning naturvetenskap. Det finns även en idrottsprofil för elever som utövar andra idrotter. Tidigare erbjöds även inriktningen friidrott som NIU och idrottsseleverna kunde även läsa Samhällsvetenskapsprogrammet med inriktning ekonomi eller samhällskunskap.
Skolans ena del, kallad Tornhuset, började sent på tisdagskvällen den 16 oktober 2007 att brinna. Byggnaden blev totalförstörd men stod fortfarande kvar efter branden. I Tornhuset fanns skolans bibliotek, lektionssalar, arbetsrum och elevernas företagsrum. I samma byggnad fanns även vårdcentral och folktandvård. I biblioteket fanns "Den vita damen", en gammal portugisisk galjonsfigur vid vilken studenterna avlade en ed som skulle bringa lycka i framtiden. Den vita damen ersattes av en avbildning som placerades i skolans bibliotek för att skydda elever som passerar.

## Rektorer
Gert Åkesson (1997-2014)
Jonas Frankel (2014-2022)
Jimmy Sjöstedt (2022-)